# كينارد (إنديانا)
كينارد (بالإنجليزية: Kennard, Indiana)‏ هي بلدة أمريكية تقع في الولايات المتحدة في مقاطعة هنري (إنديانا). يقدر عدد سكانها بـ 471 نسمة ومساحتها 1.09 كم2 وترتفع عن سطح البحر 317 متر.

## التركيبة السكانية
قام مكتب تعداد الولايات المتحدة بتحديد بيانات التركيبة السكانية لكينارد في تعداد الولايات المتحدة. في ما يلي، التركيبة السكانية حسب تعدادي 2000 و2010.

### تعداد عام 2000
بلغ عدد سكان كينارد 455 نسمة بحسب تعداد عام 2000، وبلغ عدد الأسر 163 أسرة وعدد العائلات 120 عائلة مقيمة في البلدة. في حين سجلت الكثافة السكانية 1,568.5 نسمة لكل ميل مربع (605.6/كم2). وبلغ عدد الوحدات السكنية 168 وحدة بمتوسط كثافة قدره 579.1 نسمة لكل ميل مربع (223.6/كم2).
وتوزع التركيب العرقي للبلدة بنسبة 99.56% من البيض و 0.22% من الأمريكيين الأفارقة و 0.22% من عرقين مختلطين أو أكثر.
بلغ عدد الأسر 163 أسرة كانت نسبة 42.3% منها لديها أطفال تحت سن الثامنة عشر تعيش معهم، وبلغت نسبة الأزواج القاطنين مع بعضهم البعض 60.7% من أصل المجموع الكلي للأسر، ونسبة 10.4% من الأسر كان لديها معيلات من الإناث دون وجود شريك، وكانت نسبة 25.8% من غير العائلات. تألفت نسبة 24.5% من أصل جميع الأسر من أفراد ونسبة 13.5% كانوا يعيش معهم شخص وحيد يبلغ من العمر 65 عاماً فما فوق. وبلغ متوسط حجم الأسرة المعيشية 3.31، أما متوسط حجم العائلات فبلغ 2.79.
بلغ العمر الوسطي للسكان 32 عاماً. وكانت نسبة 33.4% من القاطنين تحت سن الثامنة عشر، وكانت نسبة 5.5% بين الثامنة عشر والأربعة وعشرون عاماً، ونسبة 31.9% كانت واقعةً في الفئة العمرية ما بين الخامسة والعشرون حتى والأربعة وأربعون عاماً، ونسبة 14.7% كانت ما بين الخامسة والأربعون حتى الرابعة والستون، ونسبة 14.5% كانت ضمن فئة الخامسة والستون عاماً فما فوق. يوجد لكل 100 أنثى 97.0 ذكر، ويوجد لكل 100 أنثى في الثامنة عشر من عمرها فما فوق 90.6 ذكر.
بلغ متوسط دخل الأسرة في البلدة 31,364 دولار، أما متوسط دخل العائلة فبلغ 40,227 دولار. وكان متوسط دخل الذكور 37,361 دولار مقابل 24,063 دولار للإناث. وسجل دخل الفرد الخاص بالبلدة 14,139 دولار. وكانت نسبة 5.5% من العائلات ونسبة 10.0% من السكان تحت خط الفقر، وكان من هؤلاء نسبة 15.2% تحت سن الثامنة عشر ونسبة 5.8% في الخامسة والستين من العمر وما فوق.

### تعداد عام 2010
بلغ عدد سكان كينارد 471 نسمة بحسب تعداد عام 2010، وبلغ عدد الأسر 160 أسرة وعدد العائلات 121 عائلة مقيمة في البلدة. في حين سجلت الكثافة السكانية 1,121.4 نسمة لكل ميل مربع (433.0/كم2). وبلغ عدد الوحدات السكنية 181 وحدة بمتوسط كثافة قدره 431.0 لكل ميل مربع (166.4/كم2).
وتوزع التركيب العرقي للبلدة بنسبة 99.2% من البيض و 0.6% من الأمريكيين ذوي الأصول الآسيوية و 0.2% من عرقين مختلطين أو أكثر.
بلغ عدد الأسر 160 أسرة كانت نسبة 46.3% منها لديها أطفال تحت سن الثامنة عشر تعيش معهم، وبلغت نسبة الأزواج القاطنين مع بعضهم البعض 56.3% من أصل المجموع الكلي للأسر، ونسبة 15.0% من الأسر كان لديها معيلات من الإناث دون وجود شريك، بينما كانت نسبة 4.4% من الأسر لديها معيلون من الذكور دون وجود شريكة وكانت نسبة 24.4% من غير العائلات. تألفت نسبة 18.1% من أصل جميع الأسر من أفراد ونسبة 9.4% كانوا يعيش معهم شخص وحيد يبلغ من العمر 65 عاماً فما فوق. وبلغ متوسط حجم الأسرة المعيشية 3.31، أما متوسط حجم العائلات فبلغ 2.94.
بلغ العمر الوسطي للسكان 34.3 عاماً. وكانت نسبة 30.6% من القاطنين تحت سن الثامنة عشر، وكانت نسبة 6.3% بين الثامنة عشر والأربعة وعشرون عاماً، ونسبة 30.4% كانت واقعةً في الفئة العمرية ما بين الخامسة والعشرون حتى والأربعة وأربعون عاماً، ونسبة 20.2% كانت ما بين الخامسة والأربعون حتى الرابعة والستون، ونسبة 12.5% كانت ضمن فئة الخامسة والستون عاماً فما فوق. وتوزع التركيب الجنسي للسكان بنسبة 51.2% ذكور و48.8% إناث.